# Знесення (село)
Знесення (Знесіння) - колишнє село, тепер частина міста Дубно. Нині стара назва віджила себе, а територія де воно знаходилось становить мікрорайон ДЕУ.

## Населення
Станом на 1886 рік у селі налічувалось 87 жителів, 15 дворів, був цегельний завод.

## Розташування
Розташовувалось на піднятих над долиною річки Іква на висоту до 17 м терас, можливо і через те виникла і його назва у значенні «зноситись».
З північної сторони межувало із заплавою струмка Знесена, через яку було споруджено дамбу, за яким було село Забрама, із південно- східної сторони із річкою Іквою, з півдня знаходилось село Тараканів, а із заходу Замчисько.

## Історія
У XV-XVI ст. Знесення — село в західній околиці Дубна, належало до вотчинного володіння, зокрема належало Якимцю Яловицькому, який приблизно 1516 р. передав його сину Богдану. Згодом, у 1522 році, донька останнього — Оксеня продала Знесення Костянтину Острозькому аби за отримані з продажу кошти викупити з татарської неволі свою матір.
У 1577 році, як зазначає Б.Папроцький, стався татарський напад. Татари атакували греблю від Знесення, а потім спустошили село разом з іншими в окрузі Дубна.
Поблизу греблі, по якій проходив «тракт Бродский»(шлях Дубно-Броди), знаходилось володіння Спасо-Преображенського монастиря міста Дубно, відоме як «Чернецька гребля». У 1594 р. князь Василь-Костянтин Острозький підтверджує право монастиря на ґрунт «Закон Здановскій под Чернецкою греблею на тракті Бродском».
Залишки греблі збереглися на початку вул. Львівської, де вона перетинає долину колишнього струмка Знесена.
Неподалік села знаходилось урочище Палестина, яке імовірно пов'язане з монастирем кармеліток, адже Знесення у XVIII ст. належало кармеліткам.
В 1792 році в урочищі Палестина ірландським садівником Д.Міклером було закладено ландшафтний парк.
31 жовтня 1933 року приєднано до Дубна.
На 1936 рік село входило до ґміни Дубно Дубенського повіту.